# Craig Eastmond
Craig Leon Eastmond (* 9. Dezember 1990 in Wandsworth) ist ein englischer Fußballspieler. Der Abwehr- und Mittelfeldspieler debütierte 2009 in der Premier League.

## Werdegang
Eastmond wechselte im Alter von elf Jahren von der Jugendabteilung des FC Millwall zum FC Arsenal. Dort durchlief er die einzelnen Jugendmannschaften und etablierte sich zunächst als Mittelfeldspieler. 2009 gewann er mit der Nachwuchsmannschaft den FA Youth Cup nach einem 6:2-Finalerfolg gegen den Nachwuchs des FC Liverpool, wobei er auf der Außenverteidigerposition eingesetzt als Stammkraft keine Spielminute verpasste.
Im Oktober 2009 debütierte Eastmond anlässlich eines Spiels im Carling Cup gegen den FC Liverpool in der Profimannschaft des Londoner Klubs, im Anschluss an das Spiel äußerte sich Trainer Arsène Wenger positiv über den Spieler. Nachdem sein zweiter Einsatz bei den Profis ebenfalls eine Ligapokalspiel – eine 0:3-Niederlage gegen Manchester City – gewesen war, bewährte er sich am 30. Dezember 2009 beim 4:1-Auswärtserfolg beim FC Portsmouth erstmals in der Liga. Knapp zwei Wochen später unterschrieb er einen neuen langfristigen Vertrag beim Klub. Bis zum Saisonende kam er unregelmäßig in der Meisterschaft zum Einsatz, da der Nachwuchsspieler vornehmlich in der Reservemannschaft eingesetzt wurde. Während Alex Song mit der kamerunischen Nationalmannschaft im Januar bei der Afrikameisterschaft 2010 weilte, stand er dabei in zwei Spielen in der Startformation der „Gunners“.
Hauptsächlich Reservespieler nominierte Wenger ihn für die Champions-League-Spielzeit 2010/11. Anfang November lief er bei der 1:2-Niederlage beim ukrainischen Klub Schachtar Donezk erstmals im Europapokal auf. Dabei erzielte er ein Eigentor, als er einen Freistoß ins eigene Netz verlängerte.
Ab Anfang 2011 folgten diverse Leihgeschäfte für Eastmond, der ansonsten hauptsächlich dem Kader der Reservemannschaft des FC Arsenal angehörte. Zunächst wurde er am 25. Januar 2011 bis zum Sommer an seinen Jugendklub FC Millwall ausgeliehen. Am 21. Februar 2012 wurde er bis Saisonende an die Wycombe Wanderers ausgeliehen, am 27. September 2012 bis Jahresende an Colchester United. Nach der Leihe kehrte er für ein halbes Jahr zu Arsenal zurück.
Zur Spielzeit 2013/14 wurde Eastman fest von Colchester United verpflichtet und unterzeichnete einen Zwei-Jahres-Vertrag. Hier war er unter Trainer Joe Dunne über weite Strecken Stammspieler und einer der Garanten für den Klassenerhalt in der Football League One.